# Maria Frau
Maria Frau (Nulvi, 6 agosto 1929) è un'attrice italiana.

## Biografia

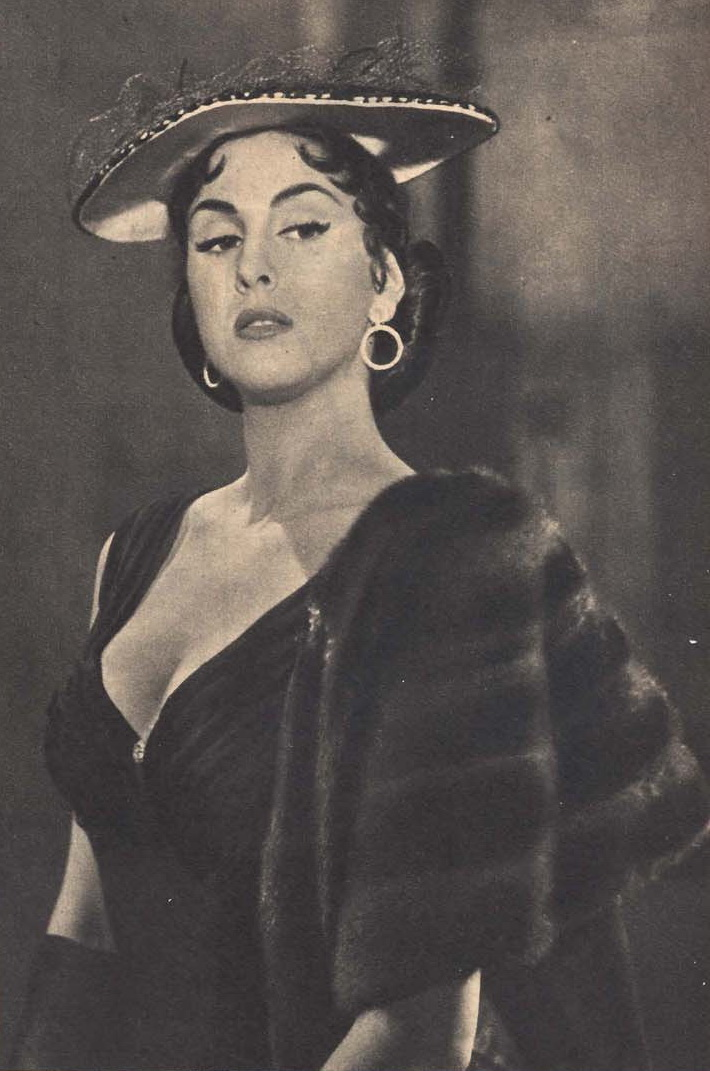
Maria Frau in Questi fantasmi (1954)

Nata in provincia di Sassari, si trasferì a Roma alla fine degli anni quaranta.
Dopo essere apparsa in alcuni servizi fotografici su vari settimanali, fu scritturata dalla produzione come protagonista nel film storico di Mario Bonnard Margherita da Cortona. Apparve in televisione come ospite ne Il Musichiere di Mario Riva.
Fu una carriera durata pochi anni, in cui recitò in diciotto film.
In seguito al matrimonio con Giovanni Vaselli, ingegnere e membro della dirigenza della Società Sportiva Lazio, abbandonò il cinema a causa della gelosia di quest'ultimo. Trasferitisi dapprima in Costa Rica, dopo un periodo di ritorno in Italia, si è trasferita ad Austin, capitale del Texas, dove risiede tuttora.
Dopo 66 anni di silenzio su Maria Frau, il 12 dicembre 2022 alla 21ª edizione del festival cinematografico "I mille occhi" di Trieste viene presentato il film documentario Maria Frau. L'attrice che spense la sua stella, scritto e diretto da Sergio Naitza, nel quale l'attrice per la prima volta racconta la sua storia artistica e privata.

## Filmografia
- Margherita da Cortona, regia di Mario Bonnard (1950)
- Luna rossa, regia di Armando Fizzarotti (1951)
- Il lupo della frontiera, regia di Edoardo Anton (1952)
- Sul ponte dei sospiri, regia di Antonio Leonviola (1953)
- Viva il cinema!, regia di Enzo Trapani (1953)
- Il prezzo dell'onore, regia di Ferdinando Baldi (1953)
- Anna perdonami, regia di Tanio Boccia (1953)
- Tormento di anime, regia di Cesare Barlacchi (1953)
- I sette peccati di papà, regia di Jean Boyer (1954)
- Questi fantasmi, regia di Eduardo De Filippo (1954)
- La barriera della legge, regia di Piero Costa (1954)
- Totò all'inferno, regia di Camillo Mastrocinque (1955)
- Stella di Rio, regia di Kurt Neumann (1955)
- La sultana Safiyé, regia di Guido De Martino (1955)
- Il maggiorato fisico, regia di Pierre Chevalier (1955)
- Agguato sul mare, regia di Pino Mercanti (1955)
- La porta dei sogni, regia di Angelo D'Alessandro (1955)
- Maria Frau. L'attrice che spense la sua stella, regia di Sergio Naitza (2022) - documentario

## Doppiatrici italiane
- Rosetta Calavetta in Luna rossa, Il lupo della frontiera, Anna perdonami
- Lydia Simoneschi in Margherita da Cortona, Il prezzo dell'onore
- Gemma Griarotti in Totò all'inferno